# Kama Tarkhan
Kama Tarkhan (fl. IV secolo) è stato un leggendario antenato-re dell'orda Altyn Oba situato nelle steppe a nord del mar Nero.
Quando Jin Zhun rovesciò Liu Can, molte delle tribù degli Unni stanziate nei pressi di  Pingyang (平阳, nella moderna Linfen, Shanxi) fuggirono verso ovest lungo la Via della seta comparendo in Transoxiana come Chioniti nel 320 d.C. circa. Tuttavia non c'è nessuno nella famiglia Liu il cui nome suona come "Kama Tarkhan". Se Kama Tarkhan faceva parte di questo gruppo, allora sarebbe stato correlato a Kidara del clan Ki (di etnia Yuezhi), che ha condotto la parte Bactrian dei Chioniti nella guerra per rovesciare l'impero Kusana in India.
In questo caso egli potrebbe essere stato il re chionita Grumbat citato da Ammiano Marcellino e incluso nella dinastia Kidara del clan chionita Ki. Il viaggio del clan Ki dalla Battriana alla pianura ucraina e danubiana è presente in vari miti sulle origini degli Unni europei registrato nelle Cronache di Kiev, e da Bar Hebraeus, così come nelle cronache del tardo XII secolo del patriarca giacobita Michele il Siro. Tuttavia, questo evento è avvenuto due secoli più tardi rispetto all'epoca presunta per il Kama Tarkhan.
Se fosse stato legato ai Chioniti, Chidariti, Alchon e Huna, Kama Tarkhan degli "Unni" avrebbe dovuto emigrare verso ovest, nel Deserto del Karakum e, infine, per le steppe del mar Nero. Tuttavia i cosiddetti "Unni", restarono nel Deserto del Kizilkum eventualmente unendosi agli Uar nel 460 d.C., dando origine all'impero degli Eftaliti sotto cui fiorirono fino alla metà del VI secolo d.C.
Un'identificazione alternativa potrebbe essere che egli era il condottiero che ha guidato gli Unni quando comparvero nella parte occidentale vicino al mar Caspio, secondo Tacito alla fine del I secolo d.C., in ritirata dalla campagna folle di Ban Chao (班超) contro il Xiongnu.